# Adolf Frohner
Adolf Frohner (* 12. März 1934 in Großinzersdorf, Niederösterreich; † 24. Jänner 2007 in Wien) war ein österreichischer Maler, Grafiker und Bildhauer.

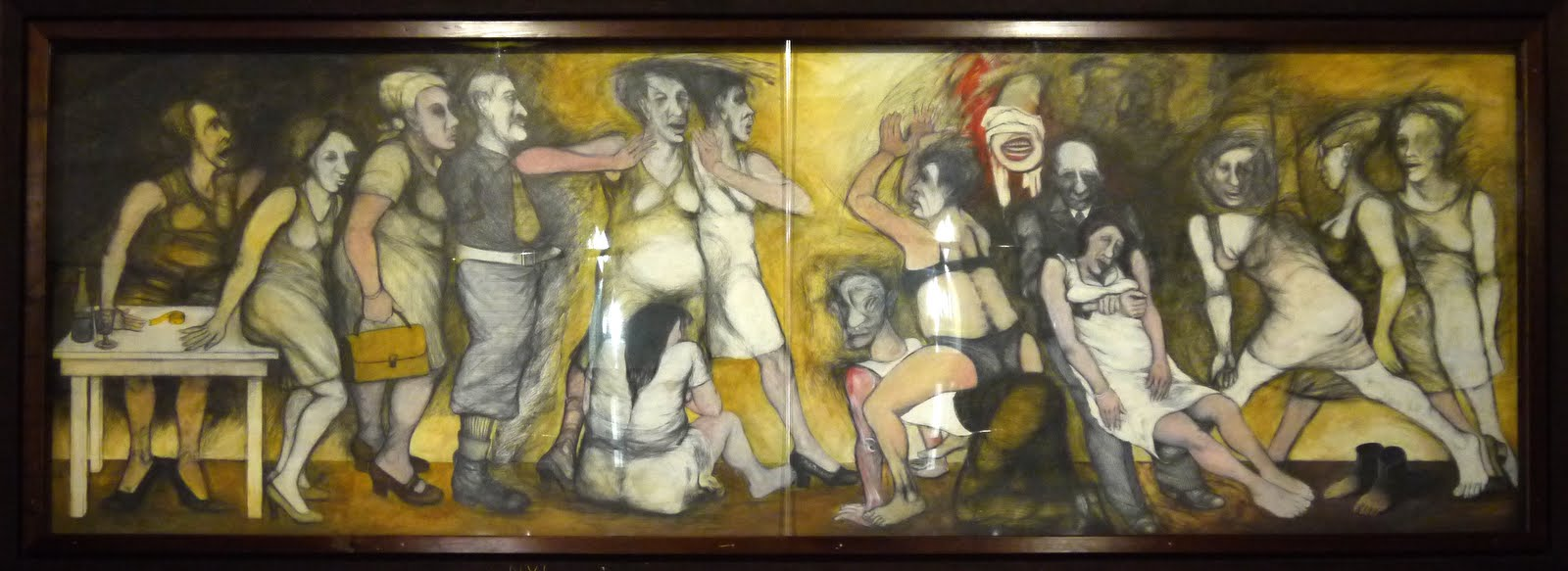
Gemälde in Block A7/A8 des Wohnparks Alterlaa

## Leben
Adolf Frohner besuchte das Stiftsgymnasium Zwettl, wo er auch den Zwettler Sängerknaben angehörte, und das Piaristengymnasium Krems. 1952 übersiedelte Frohner, der das Malen anfangs autodidaktisch erlernt hatte, nach Wien und wurde Gasthörer bei Herbert Boeckl an der Wiener Akademie der bildenden Künste. Ab 1955 war Frohner als Werbegrafiker für den Verband der Elektroindustrie tätig, ab 1959 als Kunstkritiker. Mit Hilfe Boeckls erhielt er 1961 ein Stipendium, das ihm einen Studienaufenthalt in Paris ermöglichte, wo er die Nouveaux Realistes kennenlernte und den Entschluss fasste, in Zukunft als freischaffender Künstler zu arbeiten. 1962 stellte er seine Werke in der Galerie Junge Generation in Wien aus.
Zunächst ein Vertreter der Objekt- und Aktionskunst, war er mit der dreitägigen Einmauerung zusammen mit Hermann Nitsch und Otto Muehl, sowie der Herausgabe des Manifests Die Blutorgel im Jahr 1962 an der Schöpfung des Wiener Aktionismus beteiligt. Der Trennung von den Wiener Aktionisten folgte ein weiterer Aufenthalt in Paris und dort die Mitarbeit im Atelier Daniel Spoerris. Einer breiteren, auch internationalen Öffentlichkeit wurde er als Vertreter Österreichs bei der Biennale von São Paulo 1969 bekannt. 1970 nahm er an der Biennale von Venedig teil.
Später wandte er sich in Malerei und Grafik dem Tafelbild zu. Ein immer wiederkehrendes Motiv in Frohners Bildern ist Gewalt, oft dargestellt durch gefesselte Frauen, denen Gewalt angetan wird.
1972 wurde Frohner mit dem Österreichischen Staatspreis ausgezeichnet. Im selben Jahr begann er seine Tätigkeit als Professor an der Hochschule für angewandte Kunst in Wien. Frohner, der in einem Leserbrief an das Magazin profil behauptete, als Sängerknabe im Stift Zwettl sexuell missbraucht worden zu sein, trat 1978  der Freimaurerloge Zur Bruderkette bei. 1997 war er Gründungsmitglied der Loge Voltaire Zur weißen Kugel. Von 1985 bis 2005 leitete er eine Meisterklasse für Malerei. 1987 wurde er zum Dekan gewählt, war von 1989 bis 1991 Prorektor und von 1999 bis 2005 Vorstand des Instituts für bildende Kunst.
Am 19. Jänner 2007, wenige Tage vor seinem Tod, erfolgte der Spatenstich zum Frohner Forum in Krems-Stein. Im Rahmen eines Kultur- und Kommunikationszentrums soll eine Ausstellungshalle für Werke Frohners sowie weiterer zeitgenössischer Künstler geschaffen werden. Auf Wunsch Frohners sollte die Bezeichnung Museum vermieden werden, da ein Museum nur Verstorbenen gewidmet werden sollte. Die Realität holte ihn dabei ein.
Sein Grab befindet sich auf dem Grinzinger Friedhof (33-1-4) in Wien.

## Auszeichnungen
- 1966: Theodor-Körner-Preis
- 1967: Preis des Forum Stadtpark
- 1968: Preis auf der Biennale des jeunes artistes „Danuvius“, Pressburg
- 1968: Preis auf der X. Mostra internazionale di bianco e nero, Lugano
- 1969: 1. Preis der Internationalen Graphikausstellung, Wien
- 1969: Großer Ehrenpreis der 1. Graphik-Biennale, Lüttich
- 1969: Preis des Bundesministeriums für Unterricht und Kunst auf der Ausstellung „Österreichische Malerei“ in Köflach
- 1969: 1. Preis der internationalen Grafikausstellung, Europahaus Wien
- 1971: Preis der Graphik Biennale Buenos Aires
- 1972: Österreichischer Staatspreis für Grafik
- 1972: Olivetti-Preis für Zeichnen (Gemeinsam mit Arnulf Rainer)
- 1972: Internationaler Preis der Galleria delle Ore, Mailand
- 1975: Landeskulturpreis von Niederösterreich
- 1980: Preis der Stadt Wien für Bildende Kunst
- 1981: Kritikerpreis der Grafik-Biennale, Mühlhausen
- 1981: Premio Ibla
- 1985: 1. Preis auf der Triennale realistischer Kunst, Sofia
- 1987: Preis der internationalen Grafik-Biennale, Varna
- 1999: Österreichisches Ehrenkreuz für Wissenschaft und Kunst 1. Klasse
- 2004: Silberne Komturkreuz des Ehrenzeichens für Verdienste um das Bundesland Niederösterreich

## Werke (Auswahl)
- gemeinsam mit Dieter Ronte: Adolf Frohner - Körperrituale. Mit einem Werkkatalog der Radierungen von Manfred Chobot, Verlag Jugend & Volk, Wien und München 1975.
- gemeinsam mit Dieter Ronte: Adolf Frohner – Werkbuch eines unruhigen Werkes. Residenz Verlag, Salzburg, 1980.
- gemeinsam mit Manfred Wagner: Adolf Frohner: Denkmale, Grabmale, Hommagen: Objekte, Bilder, Skulpturen, Zeichnungen. Salzburger Kunstverein, 1984.
- gemeinsam mit Erwin Mitsch: Adolf Frohner, Zeichnungen 1956–1986. Katalog zur Ausstellung in der Albertina, Galerie Hilger, 1986.
- gemeinsam mit Erich Fried und Michael Lewin: Totenköpfe. C. Brandstätter, 1988.
- gemeinsam mit Peter Gorsen: Adolf Frohner – Die Emanzipation des Fleisches. Katalog zur Ausstellung im Kulturhistorisches Museum Osnabrück, 1991.
- gemeinsam mit Manfred Wagner: Frohner – Malerei oder Die gebrochene Leiter. Kremayr & Scheriau, Wien, 1993.
- Adolf Frohner, Wieder Malerei. Katalog zur Ausstellung im Harenberg City-Center Dortmund, 1996.